# Piżmaczkowate

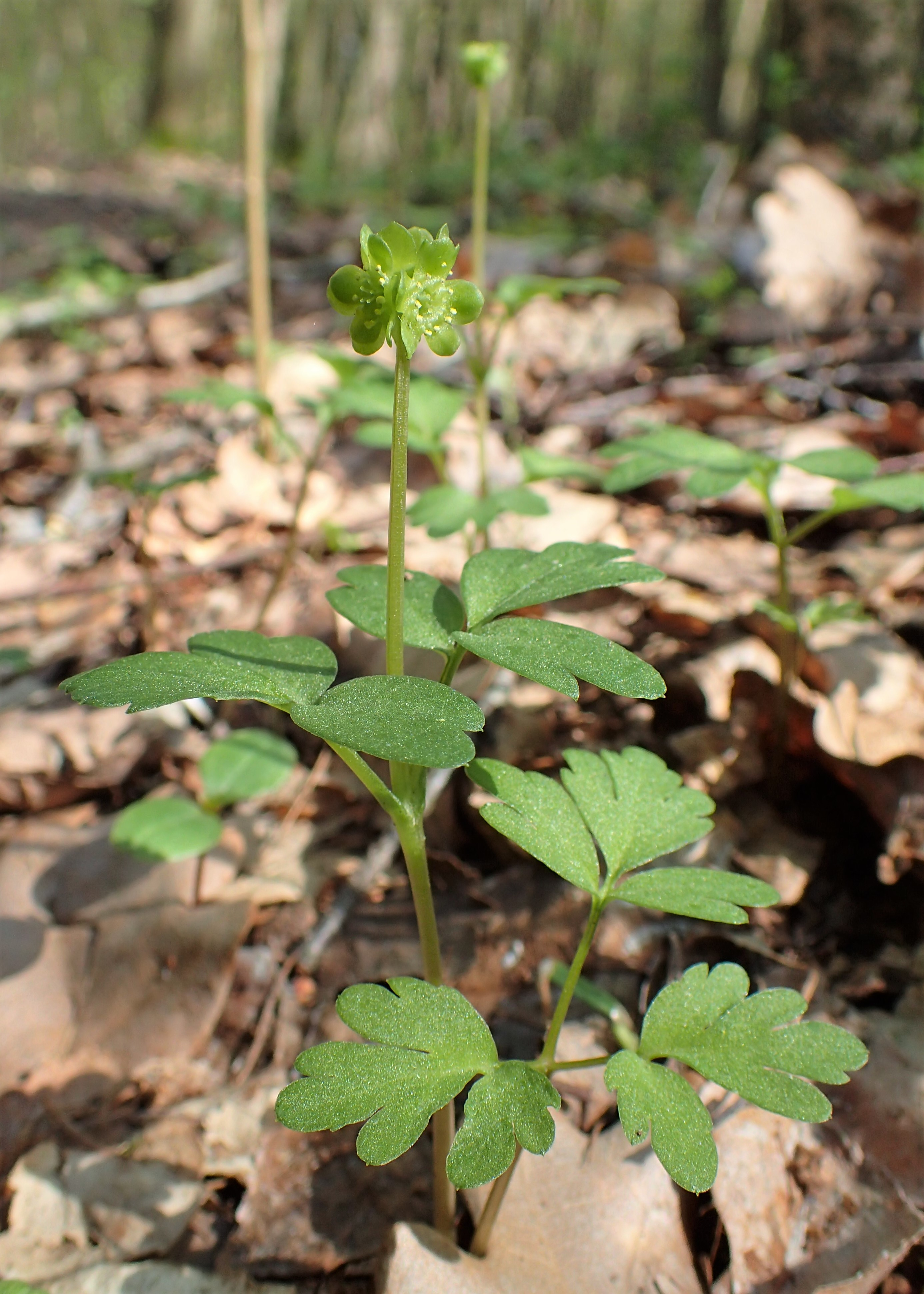
Piżmaczek wiosenny

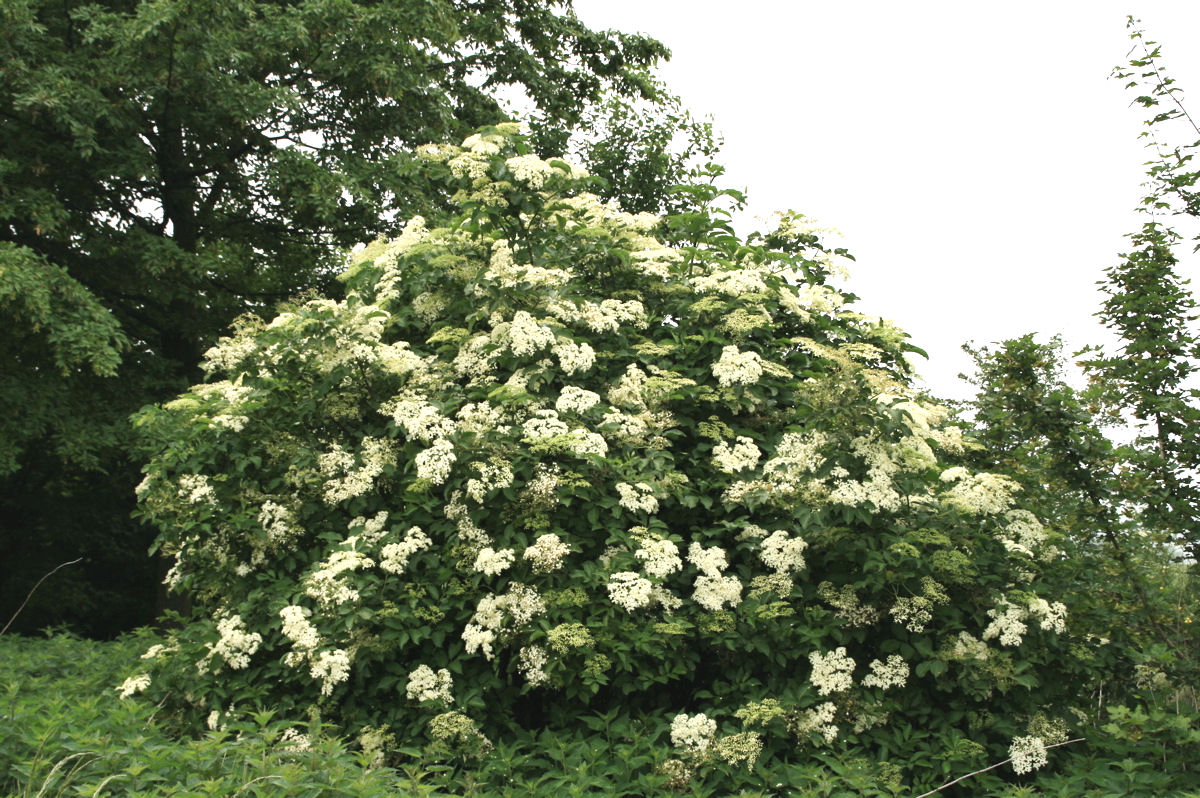
Bez czarny

Piżmaczkowate (Adoxaceae Trautv.) – rodzina roślin należąca do rzędu szczeciowców (Dipsacales Dumort.). Należy do niej 5 rodzajów z ok. 200 gatunkami. Przedstawiciele występują przede wszystkim w strefie klimatu umiarkowanego na półkuli północnej, rzadziej w górach strefy międzyzwrotnikowej. W systemach XX-wiecznych (np. w systemie Cronquista z 1981 i Reveala z 1993) do rodziny tej zaliczano tylko rośliny zielne, krzewy grupując w rodzinie przewiertniowatych (Caprifoliaceae), ew. kalinowatych (Viburnaceae) i bzowatych Sambucaceae. Od przełomu XX i XXI wieku (systemy APG) piżmaczkowate wyodrębniane są jako grupa monofiletyczna, wyodrębnienie bzu zmieniłoby rodzinę piżmaczkowatych w takson parafiletyczny. 
Liczne gatunki z rodzajów kalina Viburnum i bez Sambucus uprawiane są jako rośliny ozdobne, w tym w licznych odmianach uprawnych. Kwiaty i owoce bzów używane są także jako jadalne, a różne części tych roślin wykorzystywane są w lecznictwie.

## Rozmieszczenie geograficzne
Rośliny z rodziny występują na wszystkich kontynentach półkuli północnej, przy czym brak ich na dalekiej północy i w południowo-zachodniej części Azji, a w Afryce rosną tylko w górach Atlas i w górach jej równikowej części. Poprzez obszary górskie w strefie tropikalnej zasięg rodziny sięga także Ameryki Południowej (Andy i Wyżyna Brazylijska), a poprzez Azję Południowo-Wschodnią sięga także Australii (Wielkie Góry Wododziałowe i Tasmania). W Polsce występują w naturze przedstawiciele trzech rodzajów: kalina Viburnum, bez Sambucus i piżmaczek Adoxa.

## Morfologia
PokrójBardzo zmienne pod względem osiąganych rozmiarów – rodzaj piżmaczek Adoxa obejmuje byliny nieprzekraczające 20 cm wysokości, podczas gdy do rodzajów bez Sambucus i kalina Viburnum należą okazałe krzewy, a to tego drugiego także drzewa, osiągające 20 m wysokości. Rośliny zielne zwykle z podziemnymi kłączami. Rośliny nagie lub owłosione (włoski pojedyncze i gwiazdkowate). Na różnych częściach roślin powstają miodniki pozakwiatowe.
LiścieZimozielone lub opadające, naprzeciwległe (wyjątkowo po trzy w okółkach), w plemieniu Adoxeae dolne liście wyrastają skupione w rozetę. Liście ogonkowe, z nasadą ogonka zwykle rozszerzoną. Użyłkowanie liści pierzaste, w plemieniu Adoxeae liście też pierzasto podzielone. Brzeg blaszki zwykle piłkowany lub ząbkowany, rzadko całobrzegi.
KwiatyZebrane w różnego rodzaju kwiatostany – baldachogrona, baldachy, grona, główki i kilkukwiatowe wierzchotki. Kwiaty zwykle obupłciowe (rzadko sterylne i okazałe), promieniste lub słabo grzbieciste. Działek kielicha jest od 2 do 5, są one zrośnięte, ich końce są wolne i drobne, cały kielich jest trwały. Płatki korony w liczbie od 3 do 5 (rzadko 6), zrośnięte u nasady w krótką rurkę. Pręcików jest tyle samo co płatków, przy czym występują pręciki rozdzielone niemal do nasady nitki (w efekcie wydaje się, że pręcików jest dwa razy więcej i mają one pojedynczy, a nie podwójny pylnik). Zalążnia wpół dolna lub górna, powstaje z 2–5 owocolistków, z przegrodami lub z jedną komorą. Szyjka słupka nieobecna lub krótka. Znamię główkowate lub łatkowate (liczba łatek odpowiada liczbie owocolistków).
OwocePestkowce z pojedynczą pestką (plemię Viburneae) lub kilkoma (plemię Adoxeae).

## Systematyka
Pozycja systematyczna według APweb (aktualizowany system APG IV z 2016)
Rodzina stanowiąca klad bazalny w obrębie rzędu szczeciowców Dipsacales w grupie euasterids II wchodzącej w skład kladu astrowych (asterids) należącego do dwuliściennych właściwych (eudicots). Od systemu APG III z 2009 wszystkie pozostałe grupy systematyczne w obrębie rzędu zostały scalone w jedną, siostrzaną rodzinę przewiertniowatych.
| szczeciowce | \| \| piżmaczkowate Adoxaceae \| \| \| \| \| \| przewiertniowate Caprifoliaceae \| \| \| \| |
|             | \| \| piżmaczkowate Adoxaceae \| \| \| \| \| \| przewiertniowate Caprifoliaceae \| \| \| \| |
|             | piżmaczkowate Adoxaceae                                                                     |
|             |                                                                                             |
|             | przewiertniowate Caprifoliaceae                                                             |
|             |                                                                                             |

Podział rodziny
Rodzaj kalina Viburnum jest siostrzany wobec kladu obejmującego wszystkie pozostałe rodzaje. 
Plemię Viburneae O. Berg
- Viburnum L. – kalina

Plemię Adoxeae Dumortier (syn. Adoxaceae E. Meyen, Sambucaceae Borkhausen)
- Adoxa L. – piżmaczek
- Sambucus L. – bez
- Sinadoxa C. Y. Wu et al.

Pozycja w systemie Reveala (1993–1999)
Gromada okrytonasienne (Magnoliophyta Cronquist), podgromada Magnoliophytina Frohne & U. Jensen ex Reveal, klasa Rosopsida Batsch, podklasa dereniowe (Cornidae Frohne & U. Jensen ex Reveal), nadrząd Dipsacanae Takht., rząd szczeciowce (Dipsacales Dumort.), rodzina piżmaczkowate (Adoxaceae Trautv.).
W węższym ujęciu Reveala do rodziny zaliczane były rodzaje:
- Adoxa L. – piżmaczek
- Sinadoxa C. Y. Wu et al.
- Tetradoxa C. Y. Wu (później uznany za synonim Adoxa)[7]